# Mulholland Point Lighthouse
Mulholland Point Light ist ein Leuchtturm auf Campobello Island in New Brunswick, Kanada.
Das 1885 errichtete Gebäude steht am Ostufer des Lubec Channel, der die Passamaquoddy Bay mit der Bay of Fundy verbindet. Er ist seit 1984 Teil des Roosevelt-Campobello International Park, darf aber nicht betreten werden. In seiner Nähe befinden sich ein Picknickplatz mit Aussicht auf Lubec (Maine) und die Anlagen zur Hummerzucht im Lubec Channel. Robben werden regelmäßig gesichtet.
Der Turm ist ein 13,5 Meter hohes, weißes, achteckiges Holzgebäude, charakteristisch ist seine rote Laterne.